# Hermann Theodor Geyler
Hermann Theodor Geyler est un paléobotaniste et un botaniste saxon-vimarois-isenacois, né le 15 janvier 1835 à Schwarzbach près de Gera et mort le 22 mars 1889 à Francfort-sur-le-Main.

## Biographie
Il est le fils d’Hermann Gustav et d’Adelgunde Schiller née von Schillershausen. Il étudie la botanique à Leipzig et à Iéna de 1857 à 1861. Il obtient son doctorat en 1860. De 1864 à 1867, il travaille auprès de Carl Eduard Cramer (1831-1901) à Bâle. De 1867 à 1889, il est professeur à l’Institut de médecine Senckenberg à Francfort-sur-le-Main. Il se marie en 1871 avec Anna Thezresia Krahmer dont il aura un fils. Il est le deuxième directeur de la Société d’histoire naturelle Senckenberg de 1873 à 1875 et de 1877 à 1879.
Geyler est notamment l’auteur de Über fossile Pflanzen aus Borneo (1875), l’une des plus anciennes recherches sur les végétaux fossiles tropicaux.